# 中世纪公社

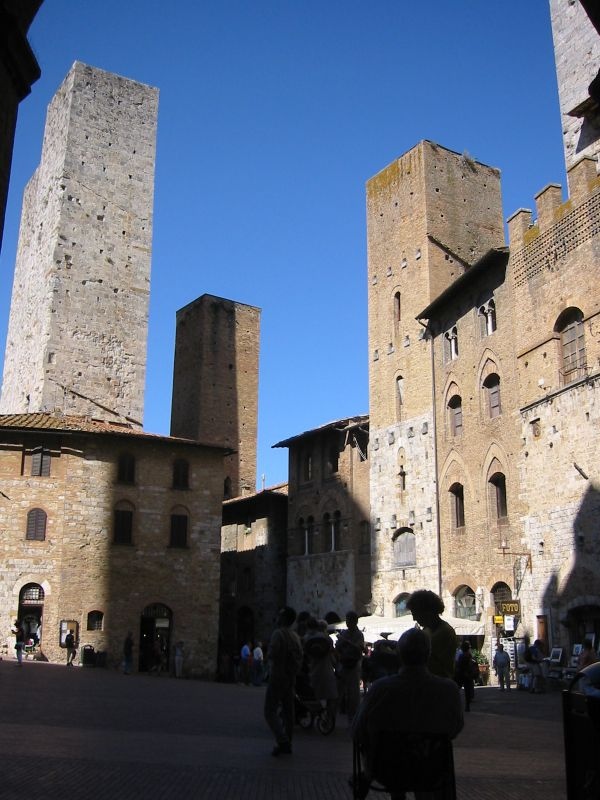
托斯卡納聖吉米尼亞諾的SOLE 防禦塔見證了公社內部的派系衝突。

中世纪公社（Medieval commune），指的是一種出现於欧洲11～13世纪间的一种城镇组织形式，其城镇居民联合形成政治实体，与当地封建领主建立契约，以承诺付给领主一定数额的货币，换取一定程度的自治权。
中世紀公社被視為社會主義和民主制的雛形，但在各種層面上顯得不完善。它們採取多種形式，在歐洲四處的中世紀公社，其制度差異極大，無法用簡短的語言一概而論。中世紀公社起源於城市公民的自發運動，這些市民互相效忠，一同承諾要保衛彼此的生命、財產、自由全，並且在紙面文書上締結了防禦條約。這種形式先在意大利北部出現，以一個城邦一個城邦為基礎單位，在神聖羅馬帝國（當時的德国和奧地利）中以帝国自由城市的形式出现，另外，比利時的布魯塞爾、波蘭的但澤也屬於這種類型。

## 詞源
英語和法語單詞“commune”（意大利語：comune）以各種形式出現在拉丁語記錄中。它們來自中世紀拉丁語 communia，公社的複數形式（共同的，社區的，國家的），實體名詞來自communis（共同的）。最後，原始印歐語詞根是*mey-（改變、交換）。
當通過暴力起義和推翻獲得自治權時，公社常被稱為conspiratio（陰謀）（意大利語：cospirazione）。

## 歷史
10世紀期間，在西歐的幾個地區，隨著農業（三田制）的進步帶來了更高的生產力和激烈的競爭，農民開始傾向於居住在有圍牆的人口中心。在意大利中部和北部，以及普羅旺斯和塞普蒂馬尼亞，大多數古老的羅馬城市倖存下來——即使街道上長草——主要是作為教區的行政中心或遙遠的國王或帝國權力的地方代表。在低地國家，一些新城鎮建立在長途貿易的基礎上，那裡的主食是毛織業。這些自始至終城鎮的所在地，往往是伯爵、主教或領地修道院的堅固堡壘。萊茵蘭也建立了這樣的城鎮。其他城鎮只是市場村莊，當地的交易中心。
這些市民需要免受無法無天的貴族和土匪的人身保護，這是聚集在公共圍牆後的部分動機，但他們也努力建立自己的自由，處理和管理自己事務的自由，以及免受主教、方丈的任意徵稅和騷擾的安全，或者算這些默默無聞的社會局外人在誰的管轄範圍內。這是一個長期的努力獲得特許權的過程，這些特許權可以保證持有市場的權利等基本條件。此類特許權通常以過高的價格購買，或者不是由地方權力機構授予，而是由國王或皇帝授予，他們希望與城鎮結盟以集權。
有圍牆的城市以企業對最微小層面的干預為代價提供保護免受直接攻擊，但一旦城鎮居民離開城牆，他（對於幾乎不旅行的女性）就會受到農村暴力和無法無天的貴族的擺佈。由於中世紀歐洲的大部分地區缺乏提供保護的中央權力機構，每個城市都必須為公民提供自己的保護——無論是在城牆內還是在城外。因此，城鎮形成了公社，這是將城市轉變為自治公司的法律基礎。在大多數情況下，公社的發展與城市的發展有關。然而，有農村公社，特別是在法國和英國，其成立是為了保護村民的共同利益。在他們的心中，當公社成立時，人民之間的共同防禦協定就自動生效。